# Yoga intégral
Le yoga intégral a été développé par Sri Aurobindo. Il a publié cette version du yoga dans le journal Arya pendant les années 1914 à 1921.
Une forme de yoga avec la même expression « intégral » fut développée  par Swami Satchidananda dans la deuxième partie du XXe siècle visant à intégrer divers aspects du corps et de l'esprit, grâce à un enchaînement de postures, de techniques de respiration, de relâchement profond et de méditation.
Le  'yoga intégral' , également appelé  'yoga supramental' , est la philosophie et la pratique basées sur le yoga de Sri Aurobindo et de "La mère" (Mirra Alfassa) . Le yoga intégral trouve que tout [conscient de la vie ou subconscient] est un yoga, il définit le terme yoga comme un effort méthodique pour se perfectionner par l’expression des potentialités secrètes latentes chez l’être et la plus haute condition de victoire dans cet effort: une union de l'individu humain avec l'existence universelle et transcendante .
Selon Sri Aurobindo, le statut actuel de l'évolution humaine est une étape intermédiaire dans l'évolution de l'être, qui est en train de se développer et de se révéler en tant que divinité.  Le yoga est une évolution rapide et concentrée de l'être, qui peut prendre effet au cours d'une vie, alors qu'une évolution naturelle non assistée prendrait plusieurs siècles ou plusieurs naissances.  Aurobindo suggère un vaste programme appelé sapta chatushtaya (sept carrés) pour aider cette évolution.
Yoga intégral est également le nom français d'une école sectaire, la Fédération de yoga Atman, dont les dirigeants sont interpellés en 2023.